# Rose (Wisconsin)
Rose es un pueblo ubicado en el condado de Waushara en el estado estadounidense de Wisconsin. En el Censo de 2010 tenía una población de 640 habitantes y una densidad poblacional de 7,08 personas por km².

## Geografía
Rose se encuentra ubicado en las coordenadas 44°11′58″N 89°17′59″O / 44.19944, -89.29972. Según la Oficina del Censo de los Estados Unidos, Rose tiene una superficie total de 90.43 km², de la cual 90.27 km² corresponden a tierra firme y (0.17%) 0.16 km² es agua.

## Demografía
Según el censo de 2010, había 640 personas residiendo en Rose. La densidad de población era de 7,08 hab./km². De los 640 habitantes, Rose estaba compuesto por el 96.25% blancos, el 0.16% eran afroamericanos, el 0.16% eran amerindios, el 0% eran asiáticos, el 0% eran isleños del Pacífico, el 2.5% eran de otras razas y el 0.94% pertenecían a dos o más razas. Del total de la población el 4.84% eran hispanos o latinos de cualquier raza.